# Cuchilla (geografía)

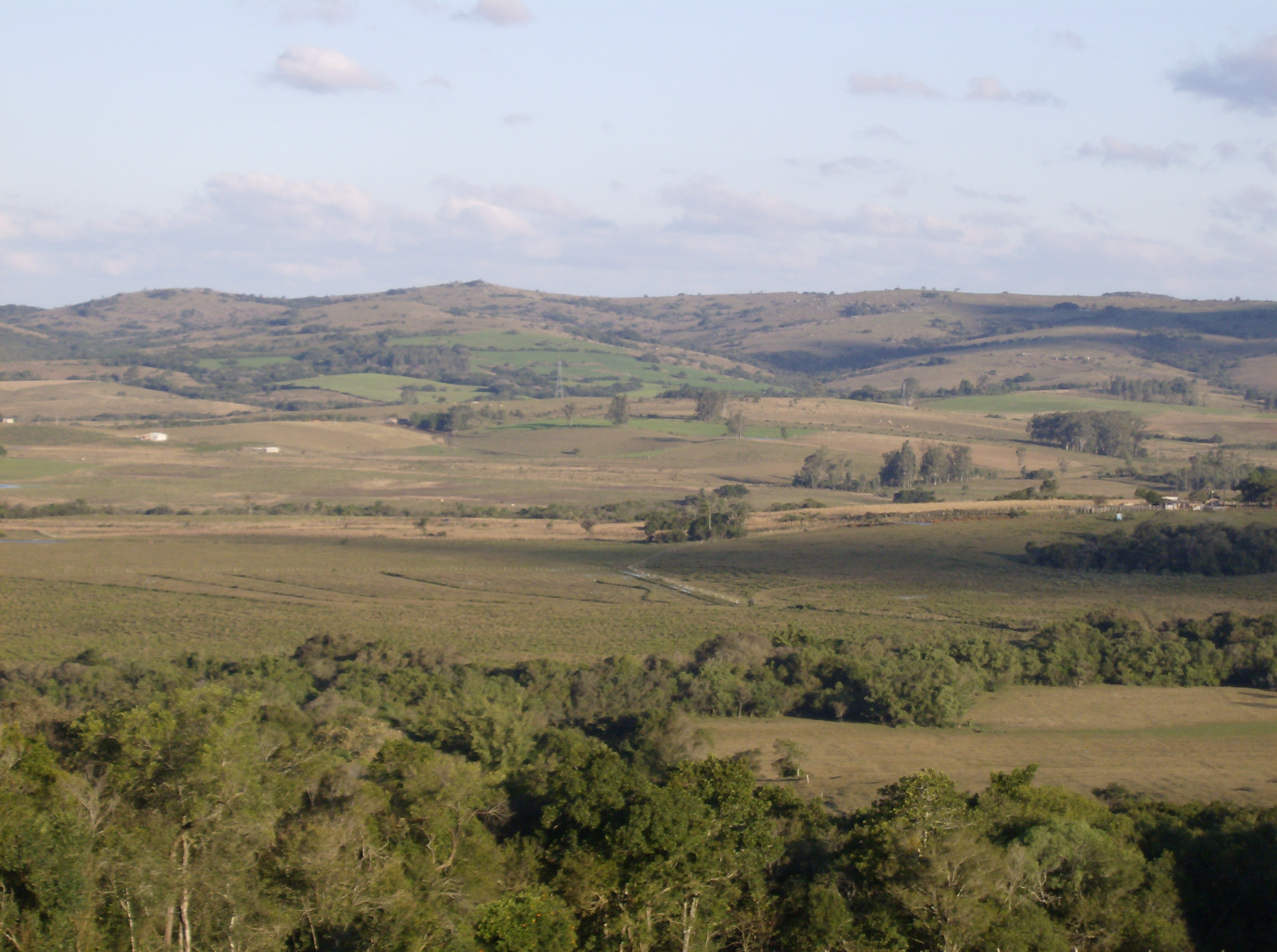
Cuchillas de la meseta de Serras de Sudeste, en el municipio de Morro Redondo, estado de Río Grande del Sur, Brasil, cerca de Uruguay.

En Uruguay se denomina cuchillas a las colinas o lomas onduladas de baja altura (que no superan los 500 metros sobre el nivel del mar), amplias  y cubiertas por praderas, cuyas pendientes se extienden suavemente hasta la tierra llana. Constituyen la forma de relieve más frecuente en el territorio uruguayo. También es un paisaje típico del estado brasileño de Río Grande del Sur, donde estas colinas son llamadas coxilhas. En la vecina provincia de Entre Ríos en Argentina el término cuchilla también se usa para denominar al sistema de lomadas entrerrianas que son elevaciones de más baja altura formadas por sedimentos loéssicos que dividen las cuencas hidrográficas, por lo que actualmente los geólogos no las clasifican como cuchillas.
Las cuchillas están constituidas por las ondulaciones que se encuentran entre dos ríos o arroyos, de ahí el nombre que reciben, ya que «cortan» las aguas que discurren por un territorio. Son alargadas y se descomponen en multitud de ramas secundarias y de tercer y cuarto orden, de tal manera que dan la sensación de innumerables lomas alargadas y relacionadas entre sí.
Existen dos grandes conjuntos de cuchillas que dividen al Uruguay en dos: al norte del Río Negro están la Cuchilla de Haedo y la Cuchilla de Santa Ana, y al sur del Río Negro está la Cuchilla Grande.